# Diglyphus
Diglyphus is een geslacht van vliesvleugeligen uit de familie Eulophidae. De wetenschappelijke naam van dit geslacht is voor het eerst geldig gepubliceerd in 1844 door Walker.

## Soorten
Het geslacht Diglyphus omvat de volgende soorten:
- Diglyphus agrophlomicum Kurashev, 1990
- Diglyphus albinervis Zhu, LaSalle & Huang, 2000
- Diglyphus albiscapus Erdös, 1951
- Diglyphus albitibiae Zhu, LaSalle & Huang, 2000
- Diglyphus anadolucus Doganlar, 1982
- Diglyphus begini (Ashmead, 1904)
- Diglyphus bimaculatus Zhu, LaSalle & Huang, 2000
- Diglyphus bulbus Ubaidillah & Yefremova, 2001
- Diglyphus carlylei (Girault, 1917)
- Diglyphus chabrias (Walker, 1838)
- Diglyphus clematidis  Navone & Hansson, 2017
- Diglyphus crassinervis Erdös, 1958
- Diglyphus eleanorae Graham, 1981
- Diglyphus frontolatus Arifa & Khan, 1992
- Diglyphus funicularis Khan, 1985
- Diglyphus gibbus Zhu, LaSalle & Huang, 2000
- Diglyphus guptai (Subba Rao, 1957)
- Diglyphus horticola Khan, 1985
- Diglyphus indicus Arifa & Khan, 1992
- Diglyphus inflatus Zhu, LaSalle & Huang, 2000
- Diglyphus insularis (Gahan, 1914)
- Diglyphus intermedius (Girault, 1916)
- Diglyphus isaea (Walker, 1838)
- Diglyphus mandibularis Khan, 1985
- Diglyphus metallicus Zhu, LaSalle & Huang, 2000
- Diglyphus minoeus (Walker, 1838)
- Diglyphus pachyneurus Graham, 1963
- Diglyphus pedicellus Gordh & Hendrickson, 1979
- Diglyphus phytomyzae (Ruschka, 1912)
- Diglyphus poppoea Walker, 1848
- Diglyphus propodealis Szelényi, 1978
- Diglyphus pulchripes (Crawford, 1912)
- Diglyphus pusztensis (Erdös & Novicky, 1951)
- Diglyphus sabulosus Erdös, 1951
- Diglyphus scapus Yefremova, 2008
- Diglyphus turcomanica Kurashev, 1990
- Diglyphus websteri (Crawford, 1912)